# Markus Fürstenberger
Markus Fürstenberger (auch Marcus; * 17. Februar 1929; † 28. September 2014) war ein Schweizer Historiker.

## Leben
1960 promovierte er an der Universität Basel in Geschichte mit einer Dissertation zur «Mediationstätigkeit des Basler Bürgermeisters Johann Balthasar Burckhardt 1642–1722». Er arbeitete als Assistent des Geschichtsprofessors Edgar Bonjour, bei dem er massgeblich an den Arbeiten zur Neutralitätspolitik und der Rolle der Schweiz im Zweiten Weltkrieg mitwirkte, und als Reallehrer im Thiersteinschulhaus in Basel. Er veröffentlichte zahlreiche zum Teil populärwissenschaftliche Bücher und Aufsätze zu Geschichte und Brauchtum von Basel und war auch an der Zusammenstellung eines Lesebuchs für die Basler Realschulen beteiligt.
Politisch engagierte er sich in seiner Vaterstadt Basel als Vertreter der CVP von 1971 bis 1975 im Weiteren und von 1975 bis 1993 im Engeren Bürgerrat, den er 1980/81 präsidierte. Zudem gehörte er von 1974 bis 1994 dem Genossenschaftsrat von Coop Basel ACV an.
Bei der Nitoba-Kulturpreisverleihung von 1992 wurde er mit einem Hauptpreis ausgezeichnet.